# Ḱ
Das Ḱ (kleingeschrieben ḱ) ist ein Buchstabe des lateinischen Schriftsystems. Er besteht aus einem K mit übergesetztem Akut.
Der Buchstabe wird in der Saanich-Orthographie von 1978 verwendet und stellt dort einen labialisierten stimmlosen uvularen Plosiv (IPA: qʷ) dar. Ferner wird der Buchstabe in ISO 9 zur Transliteration des kyrillischen Buchstaben Ќ verwendet, das im Mazedonischen benutzt wird.

## Darstellung auf dem Computer
Unicode enthält das Ḱ an den Codepunkten U+1E30 (Großbuchstabe) und U+1E31 (Kleinbuchstabe).